# Bonacossa Borri
Bonacossa Borri, detta anche Bonacosa, Bonaccossa o Bonacosta (Milano, 1254 – Milano, 13 gennaio 1321), fu signora consorte di Milano, in quanto moglie del signore Matteo I Visconti, dal 1294 al 1302 e dal 1311 alla morte, avvenuta nel 1321.

## Biografia
Bonacossa era figlia di Squarcino Borri (1230-1277, detto anche Scarsino), capitano dei nobili esuli da Milano all'avvento dei Torriani e fedelissimo sostenitore della famiglia Visconti, e di Antonia (1236-?), figlia di Guglielmo I de Suavis (Soavi), che questi aveva sposato nel 1254. La famiglia Borri, originaria del comune di Santo Stefano Ticino di cui era feudataria assieme ad alcune terre della vicina Corbetta, era una delle più stimate del milanese e vantava tra le proprie schiere anche un santo, San Mona, vescovo della cattedra episcopale di Milano.
Per questi legami che risultarono fondamentali al mantenimento del potere dei Visconti una volta conquistata la signoria milanese, Bonacossa venne data in sposa dal padre a Matteo I Visconti, signore di Milano, nel 1269.
Con il marito fu confondatrice della cappella di San Tommaso nella chiesa di Sant'Eustorgio di Milano, dove vennero sepolti, oltre ai due coniugi, anche il fratello di Matteo, Umberto III Visconti e alcuni figli avuti da Bonacossa, quali Stefano e le due figlie Beatrice e Caterina.
Morì a Milano il 13 gennaio 1321.

## Discendenza
Dall'unione di Bonacossa con Matteo I, nacquero i seguenti eredi:
- Floramonda
- Galeazzo I (n. 1277), signore di Milano, sposò Beatrice d'Este
- Beatrice (n.1280 circa)
- Caterina (n. 1282 circa)
- Luchino (n. 1285 circa) signore di Milano, sposò Violante di Saluzzo
- Stefano (n. 1287 circa), conte di Arona, sposò Valentina Doria
- Marco (n. 1289 circa)
- Giovanni (n. 1291 circa), arcivescovo di Milano
- Zaccarina (n. 1295 circa)
- Agnese
- Achilla

## Monumenti legati a Bonacossa Borri
- Cappella dei Visconti